# Zevenstromenland

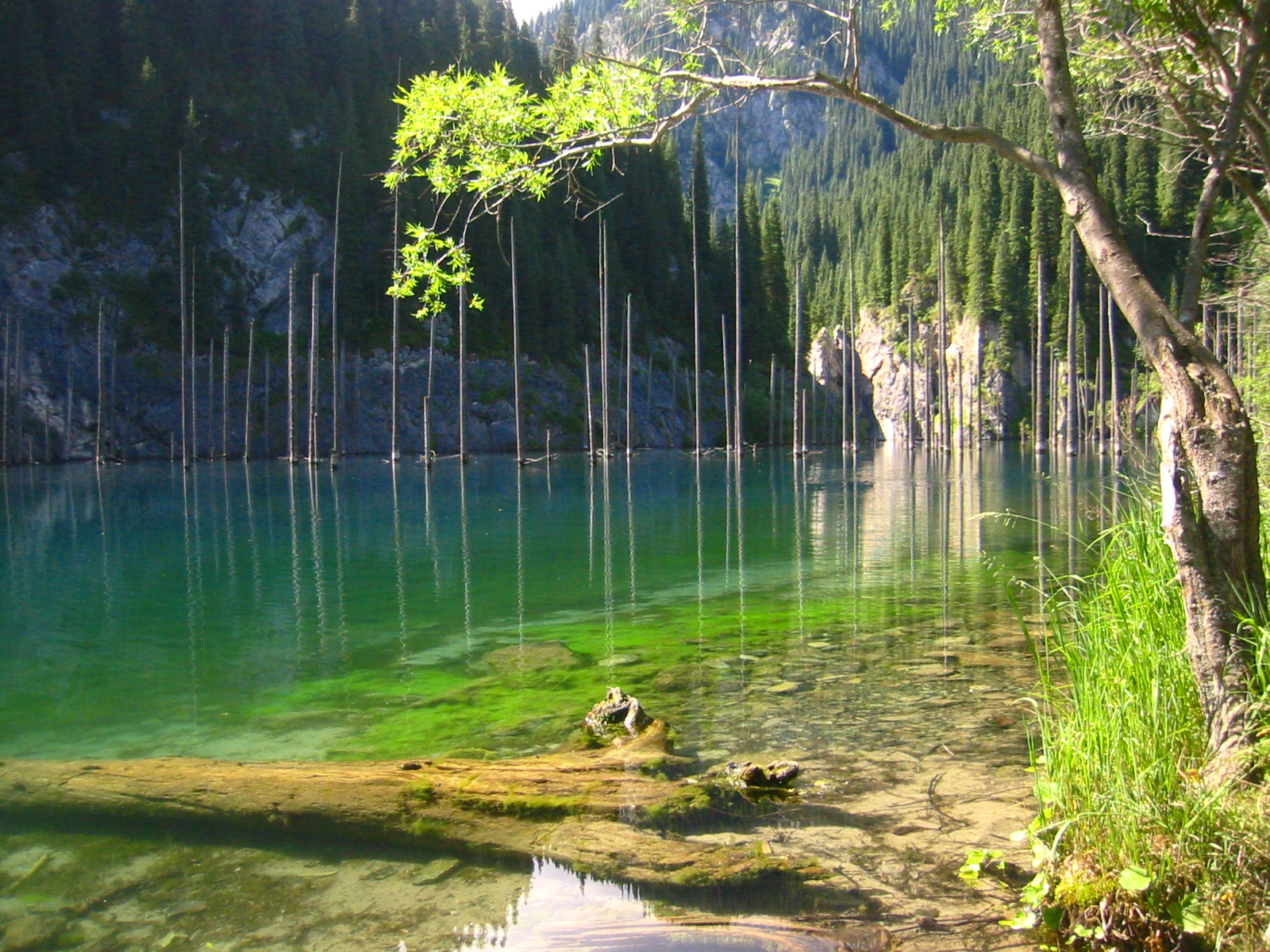
Het meer Kaindy

Zevenstromenland (Russisch: Семиречье, Semiretsje, Kazachs: Жетысу; Zjetysoe, Kirgizisch: Жетисуу; Ğetisuu) is een landschap in Centraal-Azië. Het is een hellend gebied dat afloopt van de bergketens van de noordelijke Tian Shan en de Dzjoengaarse Alataoe naar het Balkasjmeer, het Sasykolmeer en het Alaukolmeer. Het is vernoemd naar de zeven hoofdrivieren (stromen) Ili, Karatal, Bien, Aksoe, Lepsy, Baskan en Sarkand. In het oosten grenst het aan de Chinese provincie Xinjiang.
Het  gebied werd vanaf eind zeventiende eeuw beheerst door de Dzjoengaren. In 1755 bracht  de Chinese keizer Qianlong de Dzjoengaren de finale nederlaag toe. Hij incorporeerde dit gebied van de  Ili-vallei met het bekken van Dzjoengarije en het Tarimbekken in het Chinese rijk. In 1864 brak in het Tarim-bekken een opstand van Hui, Chinese moslims, tegen de Qing-dynastie  uit, die wordt gekaapt door  Yakub Beg, een avonturier van Tadzjiekse afkomst. 
Onder het voorwendsel Russische burgers en belangen te moeten beschermen ging Rusland in 1871 over tot een invasie van de Ili-vallei  en bezette het gebied. Na het neerslaan van de opstand vonden tussen Rusland en China onderhandelingen plaats over de toekomst van de Ili-vallei. 
Bij het Verdrag van Sint-Petersburg van 1881 werd het gebied verdeeld, waardoor het overgrote deel van het Zevenstromenland Russisch gebied werd. Dat deel maakt nu deel uit van de huidige republiek Kazachstan. 
De zuidoostelijke en zuidelijke randen maken deel uit van Kirgizië en Sinkiang.
Aan de zuidelijke oever van het Balkasjmeer grenzen de brede zandwoestijnen Taoekoem, Sary-isjikotraoe en Ljoekkoem, waarin talrijke uitgedroogde beddingen (bakanas) liggen. Het Zevenstromenland is in het westelijk deel bedekt met woestijnvegetatie, die wordt gebruikt voor de winterweide. Alleen in het noordwesten, in het stroomgebied van de Ili wordt irrigatielandbouw bedreven. De voorgebergten zijn tot 2000 meter hoogte bedekt met lichte loofbossen en daarboven met naaldbossen.
In het gebied wonen vooral etnische Kazachen, maar het is ook het gebied van de Semiretsje-Kozakken.